# 생물학 결정론
생물학주의(生物學主義, biologism)는 사회적, 문화적 행동을 포함한 인간 행동 양식에 대한 최종적인, 혹은 최초의 결정적 요인이 ‘자연’이라고 바라보는 개념이다. 본연적으로 유물론적 입장을 취하는 이데올로기이나, 학자의 성향에 따라 기독교적, 유심론적, 관념론적 생물학자 등이 다양하게 존재한다. 실증과학의 성과를 근거로 하며, 과학 학문적이기보다는 이데올로기적인 측면이 강조되는 바 있다. 사회적으로는 생물학적 입장에 근거하여 사회 현상을 설명하는 이론으로써 대표적으로 사회 유기체설과 사회 다위니즘 등이 있다. 철학적으로는 인식은 생명을 유지하는 동시에 삶의 질을 증진시키는 작용이며 생존 경쟁을 위한 수단이라고 여기는 인식론을 의미하며, 대표적으로는 니체의 초인주의, 베르그송의 직관 철학 따위가 있다.

## 뒤르케임의 생물학주의
뒤르케임 의하면 아노미는 비정상적인 현상이 아니라, 오히려 정상적인 현상이다. 왜냐하면 지극히 분화된 현대사회에서 모든 사람들이 각자의 일에 몰두하다보면 본의 아니게 사회전체의 이해관계에 배치되는 행동을 할 수밖에 없게 되는 경우가 생기고, 사회 전체가 추구하는 목표달성을 위해 개인이 추구하는 목표는 달성하지 못하게 되는 경우가 발생하기 때문이다.
그러나 뒤르케임의 이와 같은 생각은 그의 사회학 방법론의 문제점을 여실히 반영해 주고 있다. 인간사회에 비정상적인 것과 정상적인 것이 뚜렷이 구분되어 존재함을 인정하는 것이다. 이는 바로 롬부로조 등이 주장하는 생물학주의에서 인간을 유전자로 분류하는 것과 유사하다. 따라서 뒤르케임의 극단적인 실증주의를 그대로 수용하게 되는 경우, 모든 사람들을 기준에 따라 양분할 수 밖에 없다. 즉 정상과 비정상은 확연히 구분되며, 범죄자는 어떤 수단방법을 동원하더라도 정상인이 될 수 없다는 결론에 다다르게된다.
그러나 뒤르케임의 양분법은 그가 역설하고 있는 극단적인 사회사실주의 방법론과 모순을 갖는다. 그는 범죄행위는 원천적으로 정상행위와 구별될 수 없으며, 만약 우리가 범죄를 비정상적인 것으로 간주한다면 범죄발생원인을 생물학적인 요인에서 찾을 수밖에 없다는 주장을 한다.
"범죄를 비정상적인 사회병리현상으로 다룬다는 것은 범죄를 우리사회에서 언제나 일어날 수 있는 정상적인 현상으로 보지 않고, 정상적인 현상과는 완전히 별개의 성격을 띤 어떤 병적인 신체구조(생물학적인요인)에서 비롯되는 것으로 생각하는 것과 동일하다. 범죄란 건강한 사회에서 항시 나타나는 것이며 범죄행위가 정상적인 행위와 구별될 수 없는 이유는 범죄가 발생하지 않는 인간사회는 어느 곳에서도 찾아 볼 수 없기 때문이다."
그러나 뒤르케임 자신이 정상적인 행위와 범죄행위, 즉 비정상적인 행위를 구별하고 있다는 사실은 결국 아노미현상은 현대사회에서 나타나는 병적인 현상이 아니라는 그의 주장을 정면으로 부정하는 결과를 가져온다. 이처럼 뒤르케임은 아노미현상과 아노미에서 비롯되는 범죄행위를 설명하면서 극단적인 실증주의와 극단적인 사회사실주의의 틈바구니에서 설득력 있는 해답을 모색하려 끊임없이 노력한다.
그래서 뒤르케임은 생물학적인 요인에 근거를 둔 극단적인 실증주의와 후천적인 사회학적인 요인에 근거를 둔 극단적인 사회사실주의의 양극단에서 끊임없이 고심해야만 했다.

## 머톤의 생물학주의
뒤르케임과는 달리 머톤은 인간의 욕구나 욕망은 선천적인 생물학적인 바탕이 아닌 후천적인 사회적, 문화적 환경에 의해서 직접적인 영향을 받는다는 입장을 고수함으로써 일견 뒤르케임보다는 생물학적인 요인에 보다 적은 비중을 두는 듯 했다.
뒤르케임과는 달리 머톤은 범죄발생의 원인이 부분적으로는 선천적인 생물학적 요인에 의해 영향을 받을 수 있으리라는 생각을 아예 배제하고 있다. 심지어 그는 사회, 문화적 여건이 개인의 행위유형에 미치는 영향만을 강조할 뿐 개개인의 성격차이 (와 같은 생물학적 내지는 심리학적인 요소가 인간의 행위에 미칠 수 있는 가능성을 처음부터 철저하게 배제하고 있다.
그러나 인간의 행위를 논하기에 앞서 행위자의 육체와 직접적인 관련이 있는 생물학적 요건을 배제해서는 결국 개인의 행위를 논할 수 없다는 것을 고려하지 못했다는 한계를 가지고 있다.

## 생물학주의의 난점
문제는 현대 생명과학의 발달로 더욱 강력한 힘을 지니게 된 생물학주의의 과학적 업적과 학문적인 기여를 인정하면서도 생물학주의가 갖는 이데올로기의 난점을 정확히 해부해 내는 일이다. 만약 생물학주의의 과학적 업적만을 지지하게 되면, 인간을 '분류'하는 것이 가능해지고 이는 곧 인종차별주의, 나찌즘, 파시즘, 귀족주의 혹은 봉건주의를 정당화할 수 있음을 의미한다. 반면에, 생물학주의라는 이데올로기를 지나치게 비하한다면 그것이 갖는 과학적 업적조차 외면해 버릴 소지가 있다. 그래서 뤼크 페리는 생물학주의의 과학적 업적을 훼손하지 않으면서도 그것이 갖는 이데올로기의 부조리성을 밝혀내는 작업이야말로 진리를 향한 유일한 길이라고 주장한다.